# Figueruelas
Figueruelas ist ein Ort und eine nordspanische Gemeinde (municipio) mit 1.270 Einwohnern (Stand: 2024) in der Provinz Saragossa der Autonomen Region Aragonien.

## Wirtschaft
1982 eröffnete General Motors ein Automobilwerk in Figueruelas. Seit dem Verkauf von Opel und Vauxhall gehört auch dieses zur Groupe PSA.
In Figueruelas werden seit Eröffnung Opel/Vauxhall Corsa und aktuell auch Opel/Vauxhall Mokka X, Opel/Vauxhall Grandland X und Citroen C4 produziert.